# Norfolkdraver

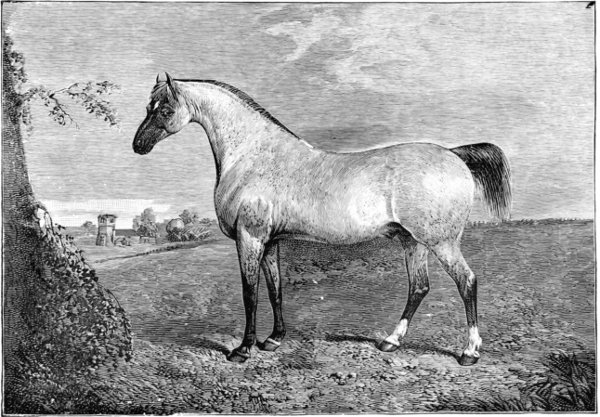
Norfolkmerrie Fenomeen

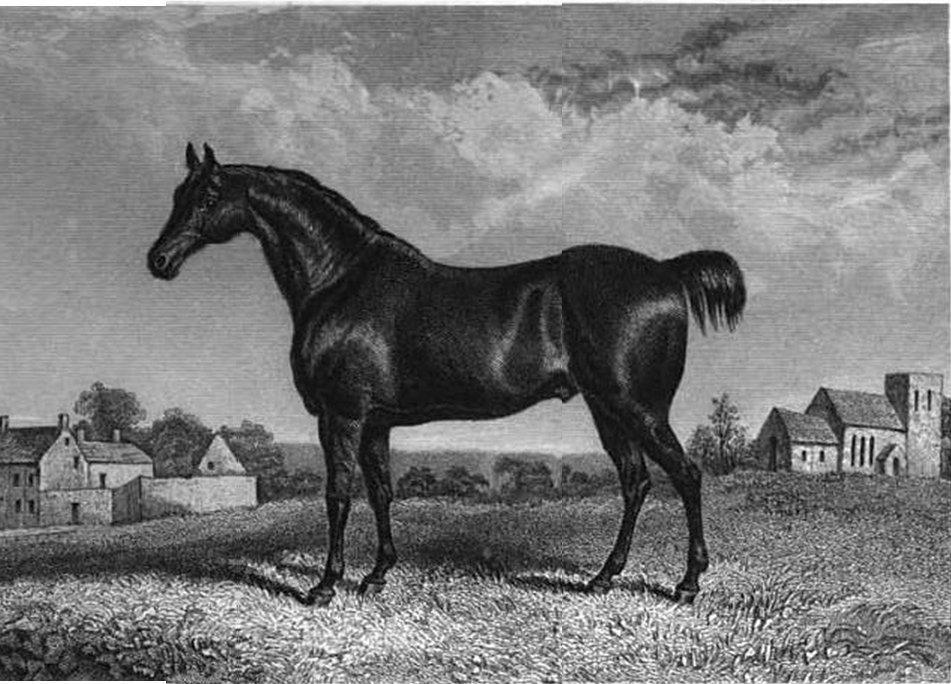
Confidence, een Norfolkcob in 1859

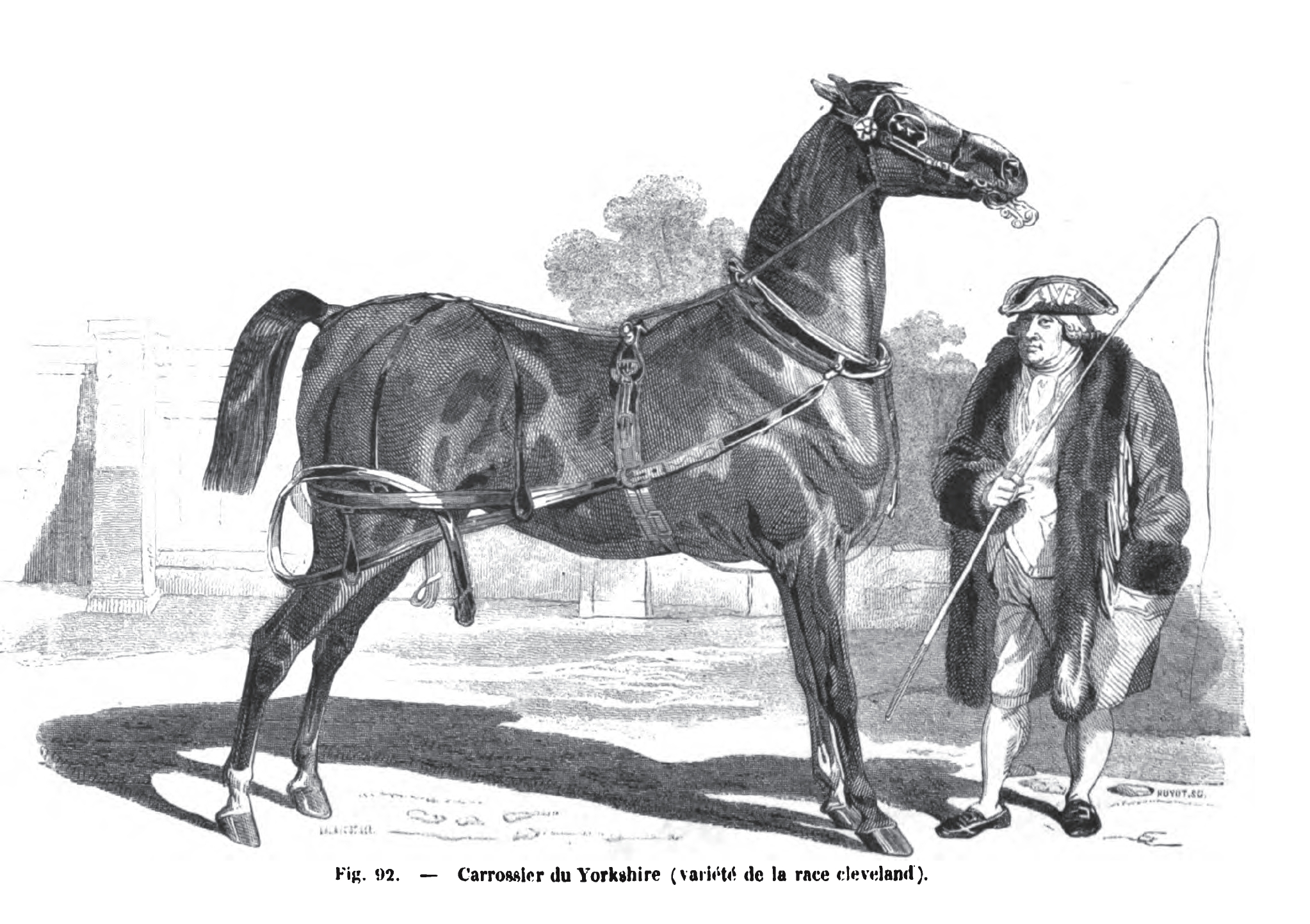
Yorkshire Coach Horse

De norfolkdraver (Engels: Norfolk Trotter) is een verdwenen paardenras van tuig- en rijpaarden dat rond 1750 in het oosten van Engeland ontstond en opgang vond vooral in het graafschap Norfolk.
Het koetspaard werd bij paardenfokkers bekend als 'een grote draver gefokt in en rond Norfolk' en werd geëxporteerd naar vele buurlanden. Het ras was daardoor in de 19e eeuw van invloed op andere rassen, zoals de Furioso-North Star, de Franse draver en de Amerikaanse draver. Het sterk verwante Yorkshire-tuigpaard ontstond door te kruisen met de Engelse volbloed.
De drafpaarden werden ook 'roadsters' genoemd en stonden bekend om hun vermogen om over grote afstanden te draven. Ze blonken qua snelheid uit in harddraverijen, die aan het begin van de 19e eeuw onder de Engelsen heel populair werden. Ze werden gebruikt in het tuig en in gebieden zonder verharde wegen ook onder het zadel. Ze konden met een zware ruiter lange afstanden in draf afleggen. Het naam van ras verloor na 1840 geleidelijk aan terrein en werd uiteindelijk samengevoegd met de Yorkshire hetgeen resulteerde in een eleganter tuigpaard. In 1883 gingen beide rassen op in het nieuwe stamboek van de Hackney Horse Society en werden daarna geregistreerd als 'Hackneys'.
De norfolkdraver werd veelal gebruikt als tuigpaard en trok in Londen ook de tweewielige taxi's bekend als hansom cabs. De dravers werkten ook als cavaleriepaarden.

## Beschrijving
Er zijn maar weinig gedetailleerde beschrijvingen van het uiterlijk van norfolkdravers. Over het algemeen vertonen ze een meer uitgesproken cob-type dan de Yorkshire. Sterk en goed gebouwd, stonden ze bekend als 'grote maat'. Het hoofd toonde een lichte ramsneus. Het ras stond ook bekend om zijn grote uithoudingsvermogen.
Een van de hengsten, Black Smurggler, had een zwarte vacht met weinig witte aftekeningen. In 1825 werd de draver Marshland Shales beschreven als 149 cm hoog, met een groot hoofd als van een trekpaard en een zeer grote nek, maar met een achterhand als van een volbloed. Het paard kon 126 kilo dragen en draafde op een harde weg 27 km in een uur beladen met 77 kilo.

## Geschiedenis
De oorsprong van de norfolkdravers gaat terug tot de middeleeuwen. Al in de elfde eeuw werden Deense paarden geïntroduceerd in Engeland. De optekeningen laten zien dat men ook kruiste met Vlaamse en Hollandse paarden, waaronder van de Fries. Daarom neemt men aan dat ook het Friese paard de genetica van de norfolkdraver heeft beïnvloed. De beste karrenpaarden kwamen al aan het eind van de Middeleeuwen uit Norfolk. In 1542 vroeg koning Hendrik VIII aan rijke Engelse eigenaren om bepaalde aantallen draver hengsten te houden.
De hengst Shales uit 1755 wordt gezien als de stamvader van het ras. Hij was de zoon van Blaze (1733) en kleinzoon van de beroemde Flying Childers, afstammeling van de 'Darley Arabier' (een van de drie grondleggers van de Engelse volbloed). Zijn nakomelingen Scot Shales (1762) en Driver (1766) stonden ook aan basis van het ras.
In 1787 beschreef John Marshall het ras in The Rural Economy of Norfolk als een 'licht maar sterk werkpaard'. Men zette deze paarden in voor transport van handelswaar. Toen de wegen in Engeland werden verbeterd nam de vraag naar dravers aanzienlijk toe. Ook begonnen de Engelsen te wedden tijdens drafraces tussen twee paarden. De merrie Phenomenon, geboren in 1788 in Melton, maakte het ras beroemd door tweemaal 17 mijl (ongeveer 27 km) af te leggen in minder dan een uur. Fireaway, zoon van Driver, was ook een beroemde draver uit die tijd, en een populaire en dure dekhengst. Welgestelden begonnen de beste koetspaarden te kopen en ook het wedden op paarden tijdens drafrennen bleef een populair tijdverdrijf. Vanaf het einde van de 17e eeuw eeuw tot het eerste kwart van de 19e eeuw eeuw stond de norfolkdraver bekend als de snelste draver ter wereld. Onder het Regency (1811-1820) tendeerde de mode voor koetspaarden meer naar paarden met hooggedragen hoofd en hoge knieactie. Dat dit ten koste ging van de snelheid, nam men op de koop toe.
Het aantal drafwedstrijden nam geleidelijk af na de jaren 1840. De komst van de spoorwegen verminderde de behoefte aan dravers voor de lange afstand. Daarentegen groeide de vraag naar elegante paarden met veel knieactie voor kortere afstanden. In 1859 maakte Lord Albemarle zich bezorgd over de geleidelijke verdwijning van de norfolkdravers. In 1883, toen het fokken van de dravers al tijden ook buiten Norfolk plaatsvond, richtten de paardenfokkers een speciaal stamboek op voor tuigpaarden, de Hackney Stud Book Society. Alle norfolkdravers in Engeland werden nadien geregistreerd als Hackneys. De norfolkdraver is dus van grote invloed geweest op de hackney, maar verdween daarna als zelfstandig type.

## Invloed op andere rassen
Hoewel de norfolkdraver op zich zelf vrij onbekend is, speelde dit paard een centrale rol in de vorming van andere rassen binnen en buiten Europa. Bijvoorbeeld in 1806 werd Pretender, een zoon van Fireaway, verhandeld naar Yorkshire om daar lokale paarden te verbeteren. Gekruist met halfbloedmerries ontstond het Yorkshire tuigpaard.
De norfolkdraver beïnvloedde ook de dalespony en het Fins paard. Fransen begonnen aan het begin van de 19e eeuw ook met draverijen en fokten de Franse draver uit kruisingen tussen norfolkdravers en de Anglo-Normandische dravers. In Bretagne werden dezelfde soort kruisingen opgezet tussen trekpaardmerries en de norfolkdraver, hetgeen resulteerde in de zogenaamde 'Norfolk Bretons', waaruit het Bretons paard ontstond.
In de Verenigde Staten droeg de norfolkdraver Bellfounder, geïmporteerd in 1822, bij aan de vorming van de Amerikaanse draver (American Standardbred). In 1860 werd de halfbloed-hengst North Star (volbloed x norfolkdraver) verhandeld naar Mezőhegyes in Hongarije. Men ontwikkelde daarmee een beroemde lijn van dravers, de Furioso-North Star. In zijn toptijd, toen men vooral met paard en wagen reisde, had de norfolkdraver een zeer brede verspreiding, zowel in zijn land van herkomst als in Frankrijk, Hongarije, Verenigde Staten en India. Van 1834 tot 1860 werden veel norfolkdravers verhandeld naar Frankrijk voor de cavalerie. De stoeterijen konden maar met moeite om aan de vraag voldoen. Norfolkdravers werden door de Britten ook naar India meegenomen voor gebruik in de cavalerie.

## In de literatuur
- Het leven van Fireaway, een bruine norfolkhengst, die rond in Canada werd geïmporteerd, wordt verteld in de roman Red River Stallion van Troon Harrison. Het boek bevat een nawoord over de geschiedenis van het ras waarin wordt verteld dat de oorsprong teruggaat tot de jaren 1300, toen de Engelse royalty het fokken van dravers steunde. De roman bouwt voort op het goed gedocumenteerde bestaan van Fireaway en vertelt over zijn invloed op de Amerikaanse draver.
- Het ras komt ook voor in Small Gains, een roman die zich in dezelfde context afspeelt, net na de Napoleontische oorlogen.